# Number 4 (album)
Number 4 je debutové album japonské indie rockové skupiny Ling Tosite Sigure vydané 9. listopadu 2005. Skupina album vydala u svého vlastního vydavatelství jménem Nakano Records.

## Seznam skladeb
Hudbu složil(i) Tōru "TK" Kitajima. 
| Pořadí | Název                                          | Délka |
| ------ | ---------------------------------------------- | ----- |
| 1.     | Azayaka na Satsujin (鮮やかな殺人)             | 4:45  |
| 2.     | Telecaster no Shinjitsu (テレキャスターの真実) | 3:26  |
| 3.     | Sadistic Summer                                | 4:26  |
| 4.     | Turbocharger On (ターボチャージャーON)         | 5:17  |
| 5.     | Acoustic                                       | 3:58  |
| 6.     | O.F.T                                          | 4:51  |
| 7.     | Crazy Kanjou Style (CRAZY感情STYLE)            | 5:00  |
| 8.     | Tornado G (トルネードG)                        | 3:13  |
| 9.     | Boukan (傍観)                                  | 6:20  |
| 10.    | TK in the Yuukei (TK in the 夕景)              | 4:22  |

## Obsazení
- Tōru Kitajima – zpěv, kytara
- Miyoko Nakamura – zpěv, baskytara
- Pierre Nakano – bicí